# Jules Boquet
Pour les articles homonymes, voir Boquet (homonymie).
Jules Charles Boquet, né à Amiens, le 17 janvier 1840 et mort à Ferrières (Somme), le 22 novembre 1931, est un peintre français.

## Biographie

### Vie privée
Jules Boquet grandi à Amiens avec ses parents, Louise Esther Crigner et son père Jules Joseph Boquet. Sa soeur cadette, Marie-Louise épouse le comte Gaston Perrot de Thanneberg en 1870.
Jules Boquet se marie le 21 mai 1867 avec Adrienne de Forceville, fille de Gédéon de Forceville. Le couple n'a pas eu d'enfants.

### Formation et vie artistique
Jules Boquet suit une formation académique pour devenir artiste. Dans un premier temps, il étudie à l’école régionale des Beaux-Arts d’Amiens pendant un de 1876 à 1877. Il est d’abord l’élève de Maxime Lalanne, un graveur français originaire de Bordeaux, lorsqu’il arrive à Paris. Par la suite, il étudie à l’Académie Julian, toujours à Paris. Ce nouveau cursus commence en 1880 et durera quatre ans. Il devient élève de Gustave Boulanger et de Jules Lefebvre qui font partie des grands maîtres de la peinture au XIXe siècle.
Il expose au Salon des artistes français dès 1878 et obtient en 1896 une médaille de 2e classe avant d'être placé hors-concours. Il exposera chaque année depuis cette date jusqu'à seulement quelques années avant sa mort.

L'artiste remporte une médaille d'argent de l'exposition universelle de 1900 pour avoir exposé trois de ses tableaux. À cette occasion, il est fait chevalier de la Légion d'honneur en 1908. 

Œuvres de Jules Boquet récompensées lors de l'exposition universelle de 1900.
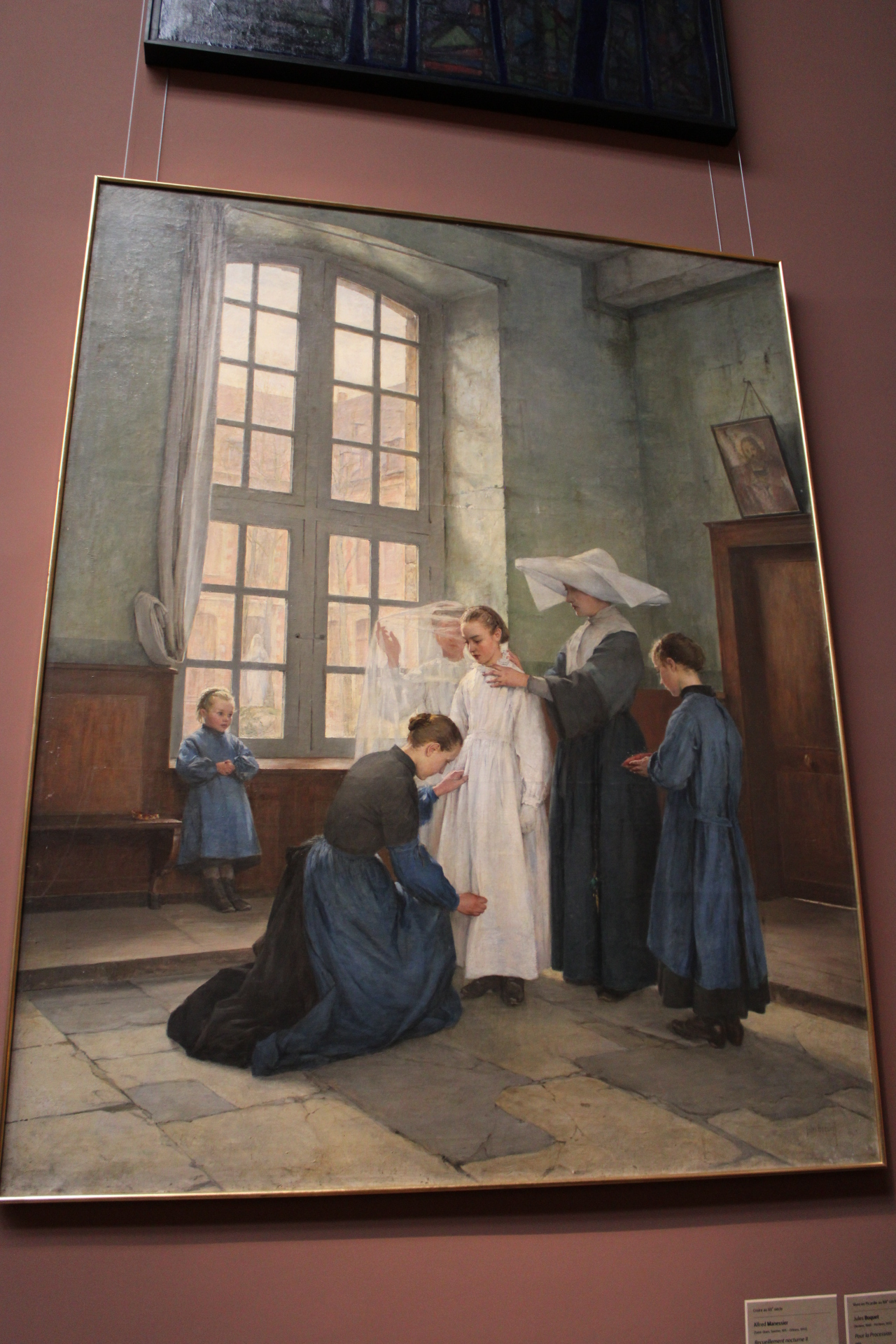
Jules Boquet, Pour la procession, huile sur toile, 1896, Musée de Picardie.
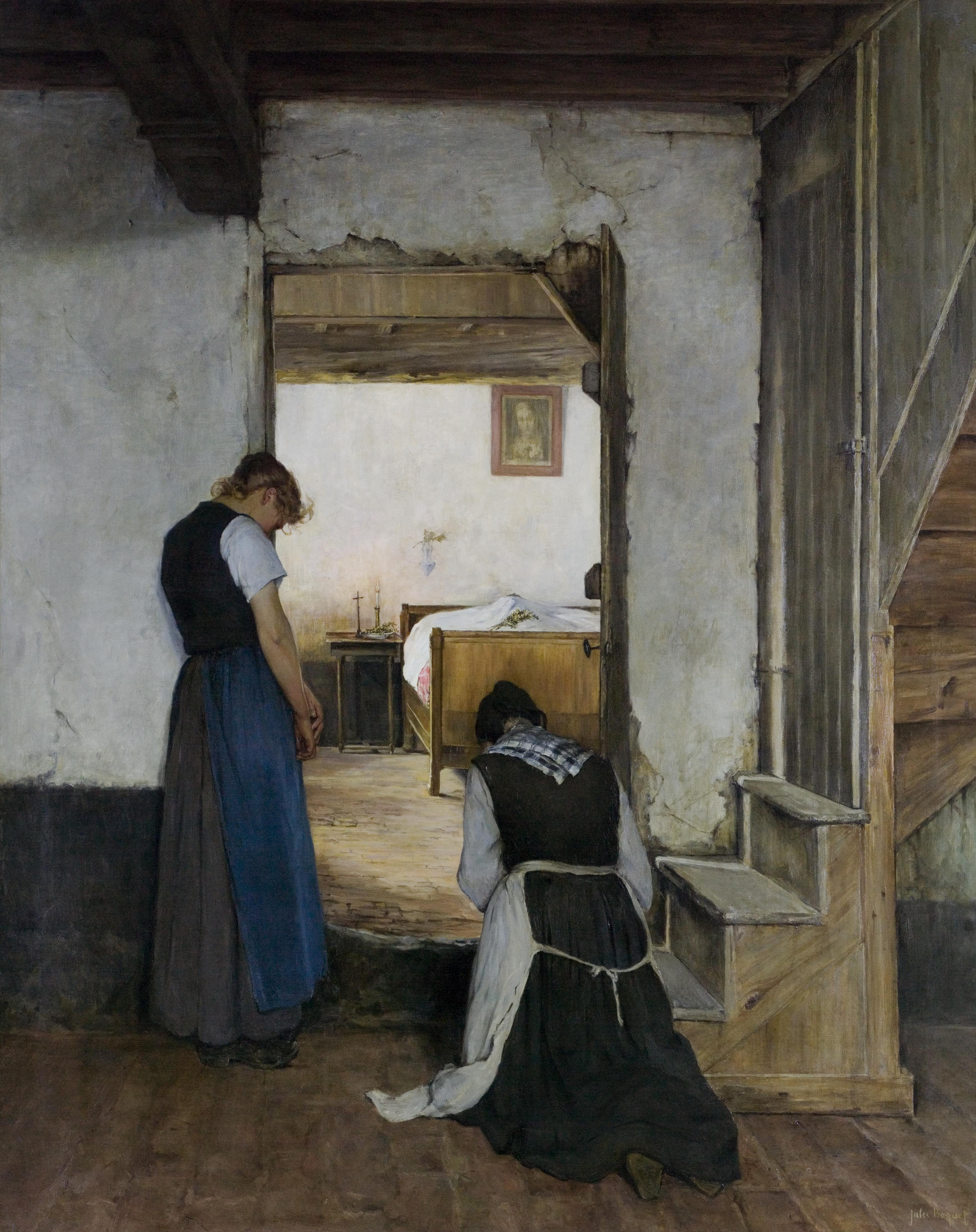
Jules Boquet, Le Deuil, huile sur toile, 1898, Musée des Beaux-Arts de Rouen.
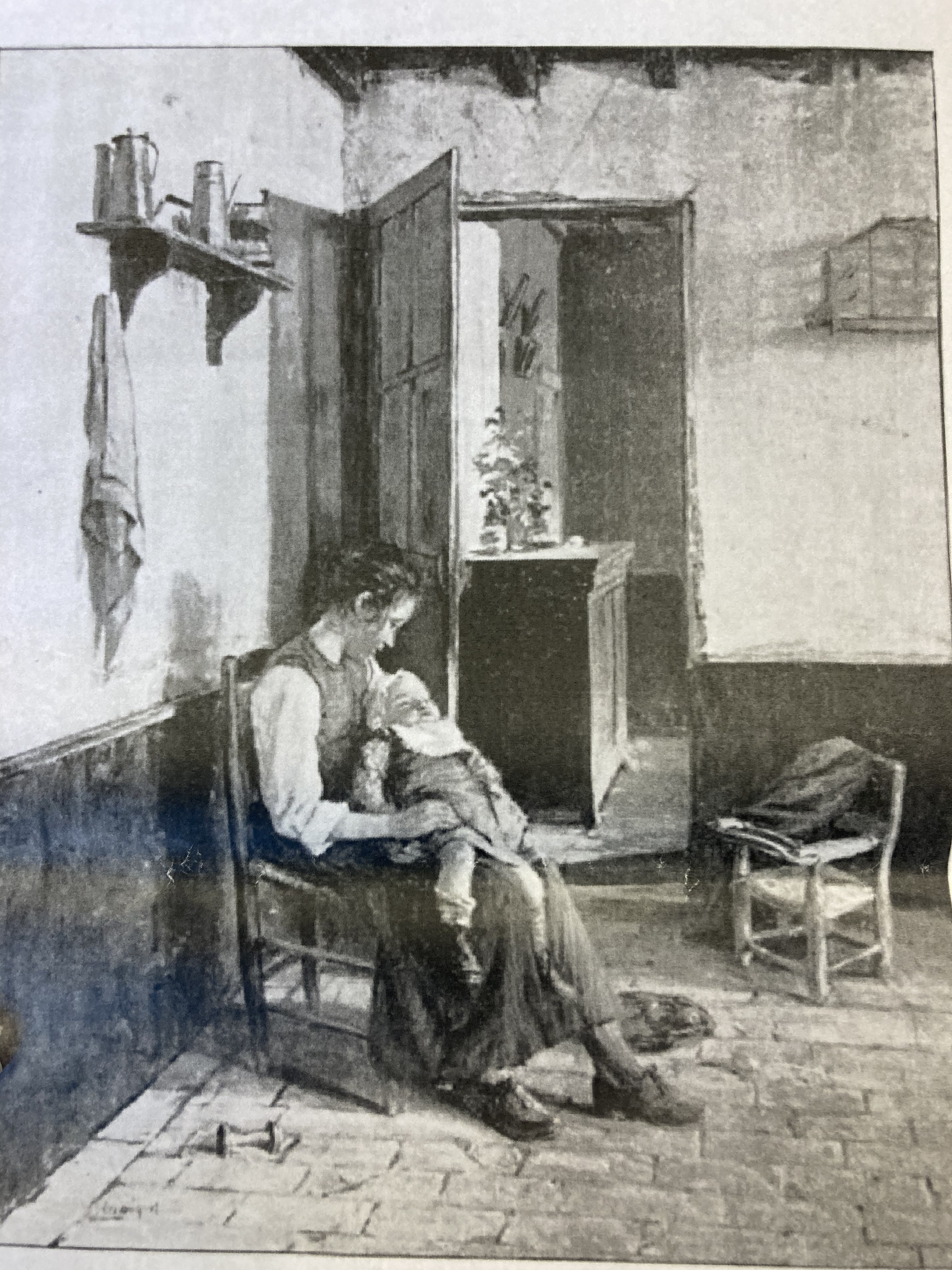
Jules Boquet, La Tendresse.

### Amiens et la campagne picarde

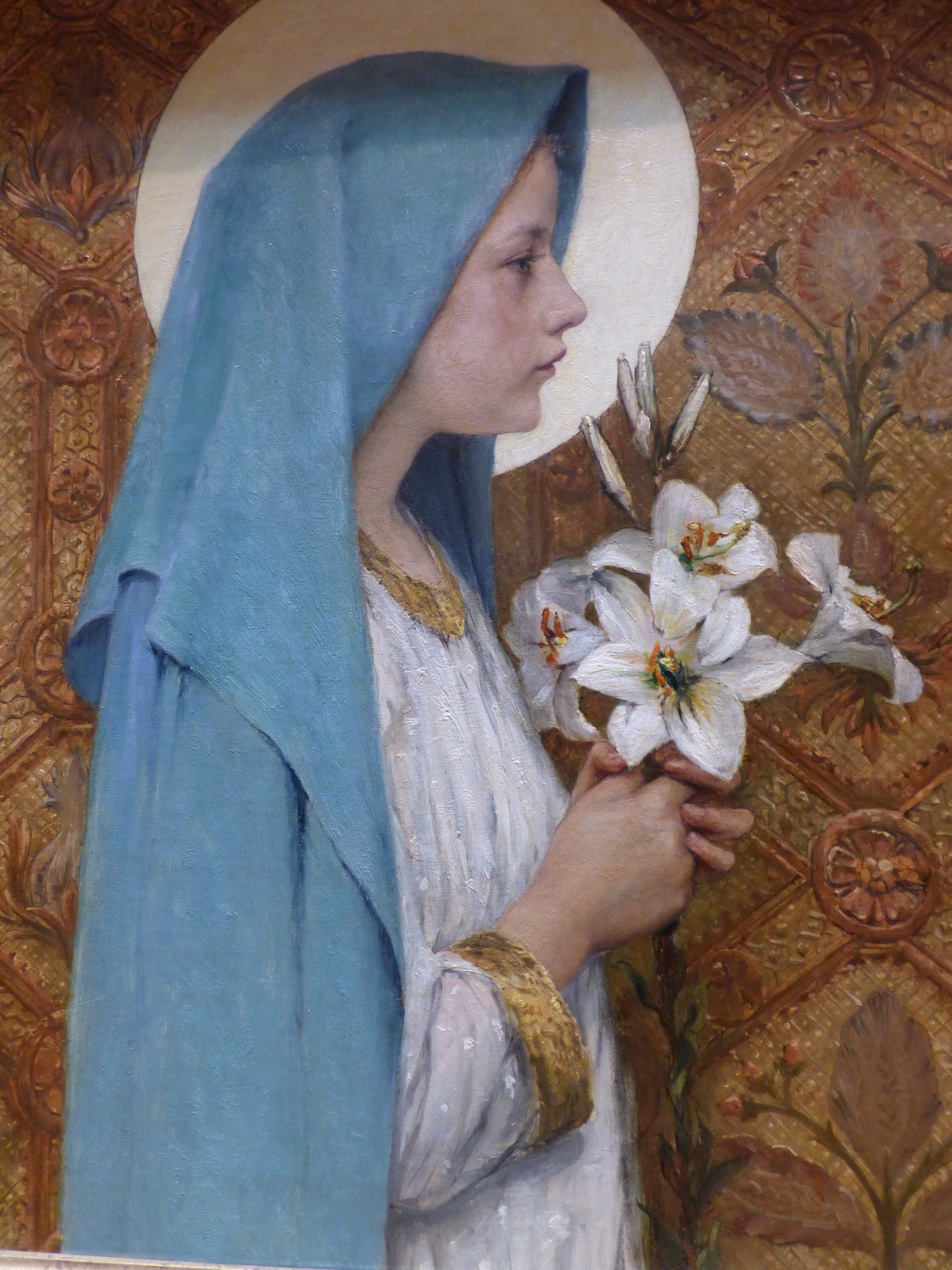
Jules Boquet, La Petite Vierge aux Lys, huile sur toile, 1900, Musée de Picardie.

Au début du XXe siècle, Jules Boquet rentre en Picardie. Il ouvre son propre atelier à Amiens et s'installe à Ferrières, un petit village qui l'inspire. L'artiste s'imprègne des rues d'Amiens, des Hortillonnages qu'il dessine et de la campagne Ferrièroise. Ses modèles de prédilections sont les scènes de la vie quotidienne ainsi que des jeunes femme au travail. Jules Boquet peint aussi quelques tableaux à connotation religieuses.
Mais ses contemporains retiennent surtout Jules Boquet comme le peintre des humbles. Ils peint maintes scènes de travail dans les champs et dans les fermes picardes.

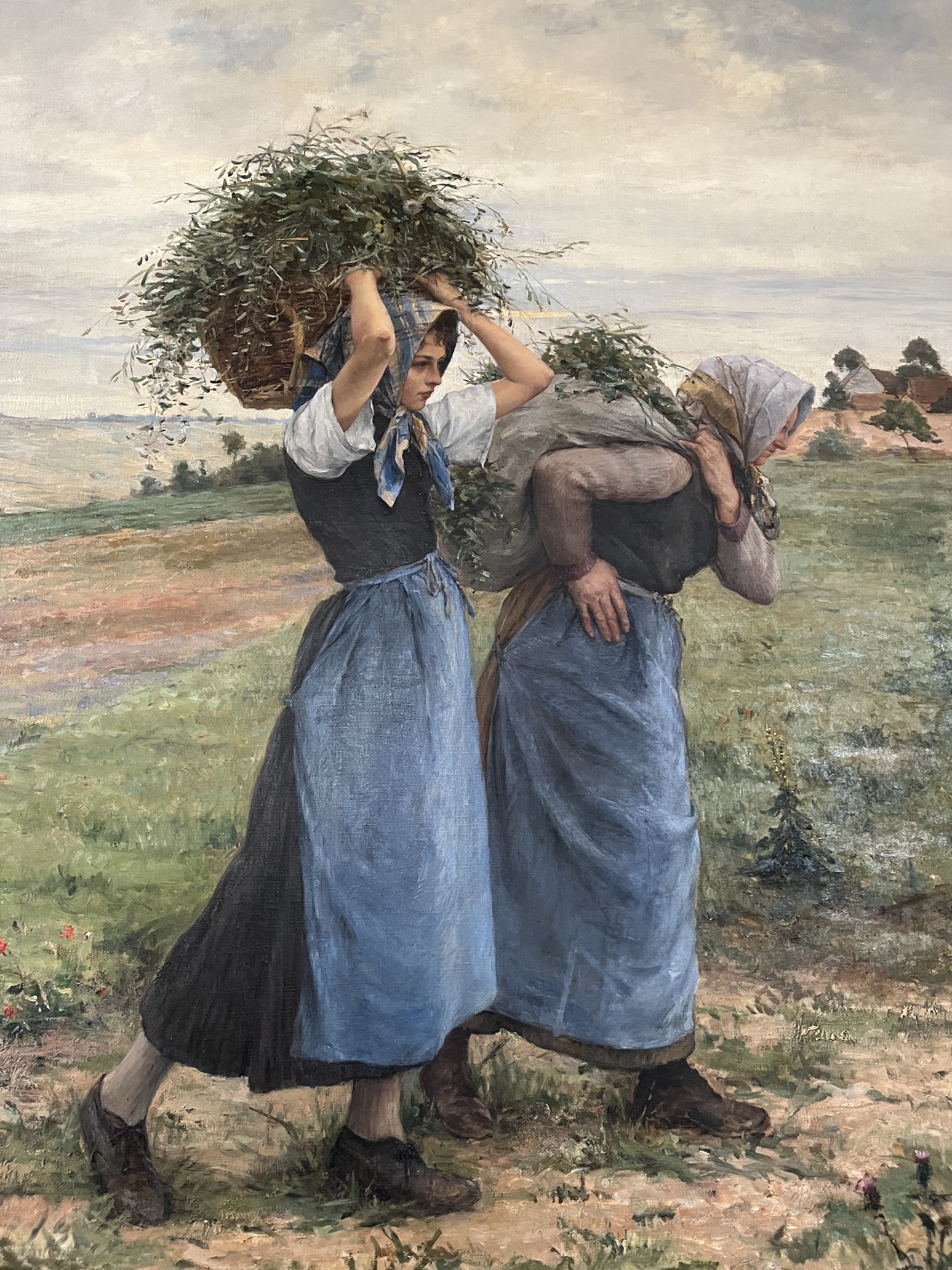
Jules Boquet, Les Herbillonnes, huiles sur toile, 1893, Hôtel de Ville d'Amiens.

## Postérité
Ses œuvres sont conservées, entre autres, au Musée Boucher-de-Perthes à Abbeville et au Musée de Picardie, à Amiens. Il est possible de voir aussi son tableau Les Pèlerins d'Emmaüs dans l'église Saint-Rémi d'Amiens.
Un square porte son nom à Amiens, dénommé par erreur Square Jules Bocquet lors de son inauguration. Une faute corrigée en janvier 2024.